# Dumri (Gumla)
Dumri (en hindi: डूमरि ) es una localidad de la India, en el distrito de Gumla, estado de Jharkhand.

## Geografía
Se encuentra a una altitud de 740 m s. n. m. a 157 km de la capital estatal, Ranchi, en la zona horaria UTC +5:30.

## Demografía
Según estimación 2010 contaba con una población de 3 874 habitantes.